# Троцький Лев Давидович
Лев Дави́дович Тро́цький (рос. Лев Давидович Троцкий, прізвище при народженні Бронштейн; 26 жовтня [7 листопада] 1879, Янівка, Єлисаветградський повіт, Херсонська губернія, Російська імперія (нині село Береславка, Бобринецький район, Кіровоградська область, Україна) — 21 серпня 1940, Койоакан, Мехіко, Мексика) — російський революціонер єврейського походження, активний учасник російського та міжнародного соціального та комуністичного руху, радянський державний, партійний та військово-політичний діяч, комуністичний діяч. Ідеї Лева Троцького є базою для комуністичних теорій, об'єднаних під назвою троцькізм, а також різноманітних радикальних рухів лівого спрямування.
Двічі засланець при імперському режимі, позбавлений всіх громадянських прав у 1905 році. Один із організаторів Жовтневого перевороту 1917 року, творців Червоної армії, засновників та ідеологів Комінтерну, член його Виконкому. У першому радянському уряді — нарком з іноземних справ, потім в 1918–1925 — нарком з військових і морських справ та голова Реввійськради РРФСР, потім СРСР. З 1923 р — лідер внутрішньопартійної лівої опозиції. Член Політбюро ВКП(б) в 1919—1926 роках. У 1927 році знятий з усіх посад, відправлений на заслання, 1929 року висланий за межі СРСР. У 1932 році позбавлений радянського громадянства. Після висилання з СРСР — творець і головний теоретик Четвертого інтернаціоналу (1938). Автор праць з історії революційного руху в Росії, творець капітальних історичних праць з революції 1917 року, літературно-критичних статей та автобіографії спогадів «Моє життя» (Берлін, 1930). Двічі одружений, без розірвання першого шлюбу.
Народжений в Україні як Лев Давидович Бронштейн, був професійним революціонером і теоретиком-марксистом. У перші роки після революції 1917 року в Російській імперії в новоствореній РСФРР, потім у СРСР, був одним з найвпливовіших політиків, спершу як Народний комісар закордонних справ, а згодом як організатор і головнокомандувач Червоної армії та Воєнний народний комісар. Він був також одним із засновників Політбюро Російської Компартії.
Внаслідок жорстокої боротьби за владу з групою Йосипа Сталіна в 1920-х роках, Троцького було виключено з Комуністичної партії та депортовано з Радянського Союзу. 20 серпня 1940 року, під час перебування в Мексиці у вимушеному вигнанні, він був за наказом Сталіна смертельно поранений агентом НКВС Рамоном Меркадером. Помер наступного дня від отриманих ран.

| Радянські автори дали спотворене уявлення про роль Троцького в революції (а тому спотворили і історію самої революції), ігноруючи його, фальсифікуючи факти, приховуючи документи. Цілі відрізки радянської історії були заново переписані, щоб очорнити Троцького і возвеличити Сталіна. Але маса автентичного матеріалу, що зберігся, дозволяє дати портрет цієї людини і оцінити його діяльність [5]. Оригінальний текст (рос.) Советские авторы дали искаженное представление о роли Троцкого в революции (а поэтому исказили и историю самой революции), игнорируя его, фальсифицируя факты, скрывая документы. Целые отрезки советской истории были заново переписаны, чтобы очернить Троцкого и возвеличить Сталина. Но масса сохранившегося аутентичного материала позволяет дать портрет этого человека и оценить его деятельность. |

## Біографія

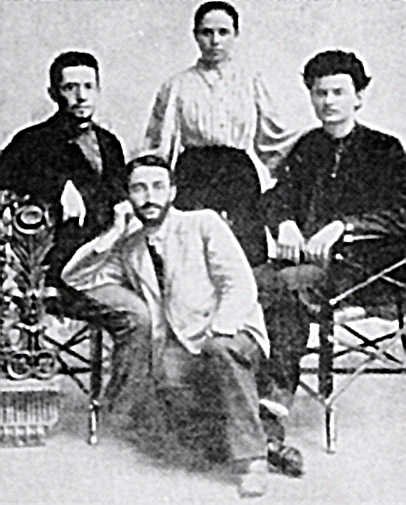
17-річний Лев Троцький серед інших керівників Південноросійського робітничого союзу, в числі яких його майбутня дружина Олександра Соколовська (1897 рік)

Народився на Єлизаветградщині (нині селі Береславка, Бобринецький район, Кіровоградська область, Україна), у родині єврея-колоніста, багатого землевласника і цукрозаводчика. До 9 років жив у невеликому маєтку свого батька. Розмовною мовою його родини була змішана російсько-українська, а не широко поширений серед євреїв ідиш.
У віці дев'яти років був відданий до Одеського реального училища Святого Павла, де навчався до 7-го класу. Під час навчання писав вірші, перекладав українською байки Івана Крилова. Пізніше був переведений до Миколаєва, де й завершив середню освіту в Олександрівській чоловічій гімназії. Завдяки старанням Лева Бронштейна в місті 1897 року з'явилась газета «Наше дело» — одне з перших видань самвидаву Миколаєва.
Після закінчення училища намагався вступити вільним слухачем на математичний факультет.
Революційну діяльність почав з 1896 року. У справі Південноросійського робітничого союзу був заарештований і засланий до Сибіру (1898). Псевдонім Троцький запозичив у наглядача одеської в'язниці. У Московській пересильній в'язниці обвінчався з Олександрою Соколовською, засудженою в тій же справі Південноросійського робітничого союзу і як законне подружжя вони разом були відправлені на заслання в селище Усть-Кут Преображенської волості, де в подружжя народилося двоє дітей. У 1902 році утік за кордон, де брав участь у виданні газети «Искра» і співпрацював з Леніним; за революції 1905 року повернувся в Росію і був спільно з Парвусом організатором Ради робочих депутатів у Санкт-Петербурзі, а потім і його головою. 1913 року Троцький очолив ліву групу Російської соціал-демократичної робочої партії «міжрайонців», яка влітку 1917 року увійшла до складу більшовицької партії.
На початку Першої світової війни Троцький перебував у Відні. Побоюючись того, що він як російський підданий може бути інтернований (хоча він і був позбавлений громадянських прав судом у 1907 році), Троцький 3 серпня 1914 року виїхав у Цюрих. У 1914—1916 роках жив у Парижі, де працював у соціалістичній газеті «Наше слово», з якої він витіснив Мартова. 14 вересня 1916 році газета була заборонена, а Троцький — висланий із Франції за антивоєнну пропаганду. Після того, як Велика Британія, Італія і Швейцарія відмовилися його прийняти, Троцький попрямував до Іспанії.
Незабаром після прибуття до Мадрида Троцький був заарештований і через кілька днів висланий у Кадіс як «небезпечний анархіст». З Кадіса його збиралися вислати до Гавани, але після бурхливих протестів скасували це рішення. 25 грудня 1916 року Троцький під наглядом іспанської поліції відбув із Барселони до Нью-Йорку на пароплаві «Монсерат», куди й прибув 13 січня 1917 року.
Лютнева революція застала Троцького в Нью-Йорку, і він не зміг безпосередньо брати участь у революційних подіях. Так само, як і для Леніна, революція у Росії стала для Троцького несподіванкою. Ще 16 січня в статті, що супроводжувала інтерв'ю Троцького нью-йоркської єврейської газети «Форвертс», кореспондент заявив, що «товариш Троцький залишиться з нами … принаймні до кінця війни».
Проте 27 березня 1917 року Троцький попрямував до Росії на норвезькому пароплаві «Хрістіаніафьорд» через канадський порт Галіфакс.
У Галіфаксі його, однак, інтернувала британська влада — за однією з версій, причиною затримання стала відсутність російських документів (на думку Ентоні Саттона, Троцький мав американський паспорт, виданий нібито особисто президентом Вудро Вільсоном, з доданими візами для в'їзду в Росію і британської транзитної). Крім того, влада побоювалася, що Троцький своїми діями може підірвати стабільність у Росії. Формально британці діяли на підставі «чорних списків» неблагонадійних осіб, складених ще імператорським урядом. Троцький пробув у британському концтаборі для інтернованих моряків німецького торгового флоту (місто Амхерст, Нова Шотландія) близько місяця. Разом з ним були інтерновані дружина, двоє синів і ще п'ятеро російських соціалістів, імена яких були записані як Микита Мухін, Лейба Фішел, Костянтин Романченко, Григорій Чудновський і Гершон Мельничанський. За деякими джерелами, Троцький намагався провадити в канадському концтаборі соціалістичну агітацію
, після чого інтерновані германські офіцери заявили протест британській владі. За заявою коменданта концтабору, «ця людина володіє неймовірною харизмою. Буквально через кілька днів він став найпопулярнішою людиною в таборі».
Троцький відмовився сходити з пароплава добровільно, так що його довелося виносити силою, на руках, а начальник концтабору полковник Морріс, який воював у Другу англо-бурську війну, заявив йому: «Трапилися б ви мені на південноафриканському узбережжі…».
Сам Троцький так описує своє перебування в концтаборі:
|                                                           | Військовий табір «Amherst» містився в старому, до останньої ступеня запущеному будинку чавуноливарного заводу, забраного у власника-німця. Нари для спання розташовані були в три ряди вгору і в два ряди углиб з кожної сторони приміщення. У цих умовах нас жило 800 чоловік. Не важко собі уявити, яка атмосфера панувала в цій спальні ночами. Люди безнадійно юрмилися в проходах, штовхали один одного ліктями, лягали, вставали, грали в карти або в шахи … З 800 полонених, у товаристві яких я провів майже місяць, було близько 500 матросів з затоплених англійцями німецьких військових кораблів, близько 200 робітників, яких війна застала в Канаді, і близько сотні офіцерів і цивільних полонених з буржуазних кіл. |
| — Троцький Л. Д. Моя жизнь. — Берлин, 1930. — Т. 1.(рос.) | |

На вимогу Петроградської ради і міністра закордонних справ Тимчасового уряду Мілюкова британська влада відпускають Троцького. 29 квітня він виходить з концтабору і вирушає до Росії на данському пароплаві через Швецію.
4 травня 1917 року Троцький прибуває у Петроград. Його зустрічають кілька соціалістів, однак в цілому ця зустріч не мала нічого спільного з тією пишнотою, з якою в квітні на Фінляндському вокзалі зустріли Леніна. Прямо з вокзалу Троцький відправляється на засідання Петроради. На знак визнання колишніх заслуг (під час революції 1905 року Троцький був головою Петроради) йому надають місце у виконкомі Петроради з дорадчим голосом.
Після повернення Троцький стає лідером фракції «міжрайонців», що вимагала відновлення єдності РСДРП. Суттєвих ідеологічних відмінностей між фракціями «міжрайонців» і більшовиків не було:
і ті, й інші підтримували гасла розпуску Тимчасового уряду («переростання буржуазної революції в соціалістичну») і негайного миру («демократичний світ без анексій і контрибуцій»). До складу «Міжрайонки» входив ряд здібних агітаторів на чолі з Троцьким, проте сама по собі ця організація була занадто слабкою і нечисленною, щоб діяти як незалежна партія; до моменту прибуття Троцького з еміграції фракція якраз обмірковувала своє можливе злиття з більшовиками або яким-небудь іншим лівим угрупуванням.
Заарештований в липні 1917 року за організацію безладів, 15 вересня Тимчасовим урядом випущений з в'язниці.
У Петрограді його обрано членом ЦК більшовицької партії і головою Петербурзького військово-революційного комітету, що керував Жовтневим переворотом. У листопаді 1917 — 1918 року — народний комісар із іноземних справ РРФСР. 
1918 року Йосип Сталін писав у газеті «Правда»:
| | Уся робота з практичної організації повстання відбувалась за безпосереднього керівництва голови Петроградської ради Троцького. Можна з певністю сказати, що швидким переходом гарнізону на бік Ради й умілою постановкою роботи Військово-Революційного Комітету партія зобов'язана перш за все і головним чином т. Троцькому |
| — Сталин И. Роль виднейших деятелей партии. — Правда : газета. — 1918. — № 241. — 6 ноября. (рос.) | |

10 лютого (28 січня ст.ст.) 1918 року оголосив декларацію: миру не підписуємо, війну припиняємо, армію демобілізуємо. Після цього він із делегацією повернувся в Петроград, а Брестський мир підписувала нова делегація РРФСР — Сокольников і Чичерін. 24 лютого 1918 року Володимир Ленін писав:
| | Троцький мав рацію, коли сказав: мир може бути тричі нещасним миром, але не може бути сороміцьким, ганебним, нечистим миром мир, що закінчує цю стократно сороміцьку війну |
| — Ленин Н. К истории вопроса о несчастном мире. — Правда : газета. — 1918. — № 34. — 11 (24) февраля. (рос.) | |

1918—1925 роки — народний комісар військово-морських справ та голова Реввійськради РРФСР, потім СРСР, організатор перемог Червоної армії над білими генералами і ворогами радянської влади.
Одночасно з вересня 1920 до березня 1921 року — голова ЦК Всеросійської профспілки транспортних робітників (залізничників і водників) (Цектрану).
Вважаючи себе лівішим від Леніна, Троцький часто розходився з ним, але співпрацював з меншовиками, потім знову повернувся до більшовицької партії, а по смерті Леніна очолив Ліву опозицію, до якої пізніше приєдналися всі ліві течії в більшовизмі.
Після організації публічної троцькістської демонстрації 7 листопада 1927 року виключений з партії і засланий до Алма-Ати. При виключенні із партії він відкрито погрожував, що повернеться до керівництва ВКП(б) і розстріляє Й. Сталіна та його прибічників. 

1929 року за наказом Сталіна висланий із СРСР.
За кордоном організував IV Інтернаціонал, який об'єднував ліві течії в комунізмі (троцькізм); видавав у Парижі «Бюллетень оппозиции» і керував з-за кордону троцькістським підпіллям в СРСР.
За наказом керівників СРСР (Й. Сталін та ін.) забитий агентом НКВС у Мексиці.

## Теоретик марксизму
Троцький був визначним теоретиком марксизму, талановитим публіцистом і блискучим оратором. З Леніним, який називав його найвидатнішою постаттю в ЦК РКП(б), Троцький розходився в питаннях оцінки ролі селянства, а звідси й характеру пролетарської революції. Селянство, за Троцьким, як дрібновласницький клас, ворожий соціалізмові і не може бути союзником пролетаріату; тому революція в Росії може перемогти лише за умови, що вона буде перманентна, тобто відразу перекинеться на Захід. Виходячи з цього, Троцький у 1923 відстоював військовий похід на Європу. Розпочату в кінці 1920-х pp. індустріалізацію Троцький пропонував фінансувати коштом посиленого оподаткування заможного селянства, але рішуче заперечував сталінську колективізацію. Цю концепцію Троцького пізніше, застосовуючи суцільну колективізацію й прискорену індустріалізацію, перехопив Й. Сталін. Але в 20-их pp. їх розходження, зокрема в питанні побудови соціалізму в одній країні (можливість якої Троцький заперечував) і в питанні колективізації набрали гострого конфлікту, в якому, спираючись на збудований ним партійний апарат і цілковитий затиск партійної демократії, переміг Сталін, який протягом десятиліття по вибуттю Троцького з СРСР винищив і всіх його послідовників.
Троцький боровся проти самостійної УНР як «буржуазної держави», але разом з ЦК РКП(б) не протиставляв їй самостійної Радянської України, а лише підлеглу Москві УСРР.[джерело?]
Опинившись за кордоном, Троцький виступив з низкою статей на оборону самостійності УРСР.
До Другої світової війни троцькізм на Заході мав незначний вплив, головним чином в колах лівої інтелігенції, але в 1960-их pp. відродився в активізації крайньо лівих течій комуністичного руху в різних частинах світу і сьогодні є головним виразником «антитоталітарного» (антисталінського) лівого руху по всьому світу.

## Боротьба зі Сталіним
Троцький відіграв визначальну роль в революції 1917-22 рр. в Радянській Росії. Був прибічником теорії постійної (перманентної) революції у суспільстві. Він і його прибічники привселюдно відстоювали необхідність подальшого поширення революції в усьому світі. На відміну від них Сталін і його прибічники відстоювали необхідність закріплення досягнень революції в СРСР («побудову соціалізму в окремо взятій країні»). Незважаючи на поразку Троцького і його еміграцію, позиції прибічників його ідеї і методів залишались сильними в нижчих ланках радянського державного апарату аж до 1935-37 рр. («Великої Репресії»), коли влада вже повністю перейшла до рук «сталіністів».
24 серпня 1940 року газета «Правда» відреагувала на смерть Лева Троцького редакційною статтею «Смерть міжнародного шпигуна». «У могилу зійшла людина, — говорилося у статті, — чиє ім'я з презирством і прокляттям вимовляють трудящі в усьому світі, людина яка протягом багатьох років боролася проти справи робітничого класу і його авангарду — більшовицької партії… Найближчі сподвижники Троцького уже з 1921 року були агентами іноземних розвідок, були міжнародними шпигунами. Вони на чолі з Троцьким ревно служили розвідкам і генеральним штабам Англії, Франції, Німеччини, Японії… Його вбили його ж прибічники. З ним покінчили ті ж терористи, яких він вчив убивати з-за рогу, зрадництву і злодіянням проти робітничого класу, проти Країни рад. Троцький, який організував злодійське вбивство Кірова, Куйбишева, Максима Горького, став жертвою своїх же власних інтриг, зрад, злодіянь…»

## Троцький про Україну
У 1939 році, коли знову гостро постало українське питання Троцький висунув гасло: «Єдина вільна і незалежна робітничо-селянська Україна!» У своїх наступних статтях з «Бюлетеню опозиції» («Незалежність України та сектантська плутанина», «Демократичні кріпосники та незалежність України») він боронив його у полеміці з російською еміграцією та деякими колишніми соратниками.

## Троцький в СРСР
До своєї еміграції за кордон Троцький зображувався в радянській літературі як один з головних героїв революції. Після періоду боротьби за владу і репресій в радянському держапараті у 1920-30-х роках ім'я Троцького замовчувалося і його роль в революції применшувалася. Така ситуація фактично існувала аж до періоду перебудови в середині 1980-х років, коли в СРСР його знову почали визнавати як одного з діячів революції.

## Основні твори
- Тероризм і комунізм (1920).
- Уроки Жовтня (1924).
- Перманентна революція (1928).
- Історія російської революції (1931).
- Їхня мораль і наша (1938).
- Сталін (1940).

## Видання українською
- Тероризм і комунізм / Пер. з рос. — Харків; Берлін; Нью-Йорк: Українсько-американське видавництво «Космос», 1923. — 224 с.
- Л. Троцький, Х. Раковський. Перспективи й завдання нового етапу / Пер. з рос. — Харків: Гарт, 1923.
- 1905 рік / Пер. Арк. Любченко та Мих. Щербак. — Харків: Державне видавництво України, 1925. — 275 с.
- Український Троцький. Тексти Лева Троцького про Україну / Наук. ред. Д. Пілаш; літ. ред. С. Денисюк [та ін.]; пер. з рос. А. Іщенко [та ін.]. — Одеса: БМВ, 2013. — 167 с.

### Твори Троцького
- Про національне питання (1923)
- Робітнича держава, термідор і бонапартизм (історично-теоретична перевірка) (1935)
- Їхня мораль і наша (1938)
- Про Українське питання (1939)

### Корисна інформація
- Макс Шахтман. Десять літ. Історія i прінципи Лівої опозиції (1933)
- Андрій Мінаєв. Концепція «радянського термідору» в працях Л. Троцького (2007)
- Сергій Гірік. Лев Троцький як ідеолог українського самостійництва (2009)
- Павло Солодько. Мехіко. В гостях у Троцького (2010)
- Богдан Цюпин. Син України: Лев Троцький — Лейба Бронштейн (історик Роберт Сервіс про Лева Троцького) (2010)
- Сергій Грабовський. Війна, мир, українська незалежність і товариш Троцький (2010)
- Сергій Грабовський. Україна. Революція. Троцький (2011)
- Сергій Грабовський. Битва навколо «Чорного Ворона»: Лев Давидович vs. Олександр Борисович (2011)
- Юлій Федоровський. Лев Троцький і Україна (2013)
- В. М. Босько. Лев Троцький: загадка псевдоніма